# Canal de Bristol

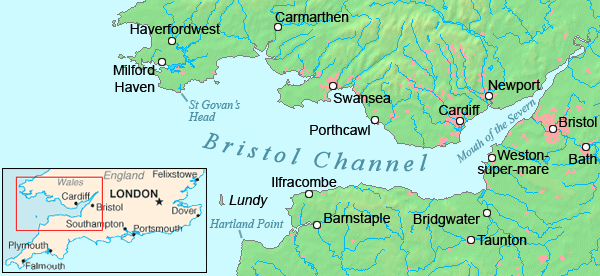
Canal de Bristol

O canal de Bristol (em inglês:  Bristol Channel) é a maior baía da ilha da Grã-Bretanha. Separa o sul do País de Gales de Devon e Somerset no Sudoeste da Inglaterra e estende-se desde a parte inferior do estuário do rio Severn até o Atlântico Norte.
Leva o nome da cidade inglesa de Bristol e tem mais de 50 km de largura no seu ponto mais largo.